# Monacia-d’Orezza
Monacia-d’Orezza (kors. A Munacia d’Orezza) – miejscowość i gmina we Francji, w regionie Korsyka, w departamencie Górna Korsyka.
Według danych na rok 1990 gminę zamieszkiwały 22 osoby, a gęstość zaludnienia wynosiła 5 osób/km².